# کتان هندی (سرده)
کتان هندی، چَتایی (نام علمی: Corchorus) نام یک سرده از تیره پنیرکیان است.